# Discografia degli Ich + Ich
Questa pagina contiene l'intera discografia degli Ich + Ich dagli esordi fino ad ora.

## Album in studio
| Anno | Album            | Posizione in classifica | Posizione in classifica | Posizione in classifica | Certificazione                              | Vendite    |
| Anno | Album            | GER                     | AUS                     | SVI                     | Certificazione                              | Vendite    |
| ---- | ---------------- | ----------------------- | ----------------------- | ----------------------- | ------------------------------------------- | ---------- |
| 2005 | Ich + Ich        | 10                      | 34                      | —                       | DE: Platino                                 | 200.000+   |
| 2007 | Vom selben Stern | 1                       | 2                       | 4                       | AT: 2x Platino; CH: Platino; DE: 6x Platino | 1.270.000+ |
| 2009 | Gute Reise       | 1                       | 4                       | 5                       | AT: 3x Platino; CH: Platino; DE: 5x Oro     | 590.000+   |

## Singoli
| Anno | Titolo                     | Album            | Posizioni in classifica | Posizioni in classifica | Posizioni in classifica | Posizioni in classifica | Certificazioni IFPI / vendite    |
| Anno | Titolo                     | Album            | GER                     | AUS                     | SVI                     | EU                      | Certificazioni IFPI / vendite    |
| ---- | -------------------------- | ---------------- | ----------------------- | ----------------------- | ----------------------- | ----------------------- | -------------------------------- |
| 2004 | Geht's dir schon besser?   | Ich + Ich        | 67                      | —                       | —                       | —                       | —                                |
| 2005 | Du erinnerst mich an Liebe | Ich + Ich        | 4                       | 6                       | 63                      | 18                      | DE: Disco d'oro 150.000          |
| 2005 | Dienen                     | Ich + Ich        | 7                       | 20                      | —                       | 26                      | —                                |
| 2005 | Umarme Mich                | Ich + Ich        | 41                      | 17                      | —                       | —                       | —                                |
| 2007 | Vom selben Stern           | Vom selben Stern | 3                       | 4                       | 40                      | 13                      | DE, AT: Disco di platino 330.000 |
| 2007 | Stark                      | Vom selben Stern | 2                       | 2                       | 5                       | 9                       | DE: Disco di platino 300.000     |
| 2008 | So soll es bleiben         | Vom selben Stern | 3                       | 2                       | 13                      | 12                      | DE: Disco di platino 300.000     |
| 2008 | Nichts bringt mich runter  | Vom selben Stern | 20                      | 32                      | —                       | 78                      | —                                |
| 2008 | Wenn ich tot bin           | Vom selben Stern | 51                      | 73                      | —                       | —                       | —                                |
| 2009 | Pflaster                   | Gute Reise       | 1                       | 3                       | 6                       | —                       | DE: Disco d'oro 150.000          |
| 2010 | Einer von Zweien           | Gute Reise       | 18                      | 36                      | —                       | —                       |                                  |
| 2010 | Universum                  | Gute Reise       | 10                      | 51                      | —                       | —                       |                                  |
| 2010 | Hilf Mir                   | Gute Reise       | 45                      | —                       | —                       | —                       |                                  |